# Matt Vickers
Matthew Alexander Vickers, né le 24 septembre 1983 à Stockton-on-Tees, est un homme politique britannique, membre du Parti conservateur. 
Il est député de Stockton Sud depuis 2019.

## Jeunesse
Vickers est né et grandit à Stockton. Il étudie le droit et la gestion des affaires à l'université. Vickers travaille dans la gestion de la vente au détail,.

## Carrière politique
Vickers représente Hartburn Ward au conseil de l'arrondissement de Stockton-on-Tees de mai 2015 à avril 2021, date à laquelle il démissionne. Il est le candidat conservateur pour le poste de commissaire de police de Cleveland en 2016. Entre 2009 et 2019, il est l'agent de circonscription de Richmond (Yorks).
Il est élu député de Stockton South aux élections générales de 2019 avec une majorité de 5260 voix. Le siège était auparavant occupé par Paul Williams du Labour. Depuis mars 2020, Vickers siège à la commission des relations futures avec l'Union européenne.